# Заимка
Заи́мка — занятие никому не принадлежащих земель для поселения и ведения сельского хозяйства; в России (чаще на Русском Севере и в Сибири) — поселение, обычно однодворное, возникшее в результате заимки, то есть поставленное на земельном участке, занятом кем-либо по праву первого владения, вдали от освоенных территорий, и сам недавно заселенный участок земли. Также — небольшой отдаленный населённый пункт (земледельческий, охотничий, рыболовецкий), как правило в Сибири; отдельная усадьба или небольшой посёлок за пределами основного селения..

## История
Занятие никому не принадлежащих земель (заимка, оккупация в римском праве, принцип гомстеда в английской и американской традиции) является первоначальным, а в древнейшее время и единственным способом приобретения земельной собственности. Когда для получения права собственности на землю стало требоваться особое основание, заимка не утратила своё значение: посредством её установлялось владение имуществом или распространялись его границы. Со становлением государств постепенно утвердился принцип, согласно которому все земли, никому в особенности не принадлежащие, являются собственностью государства. В России этот принцип долгое время не применялся, поскольку земель было так много, а населения так мало, что правительство не имело ни необходимости, ни даже возможности препятствовать частным лицам занимать неосвоенные земли. Проводимое с XVIII века Генеральное межевание должно было привести к отделению частных земель от государственных, причём отнесению к числу последних подлежали и бесхозяйные земли; заимка должна была стать после того юридически невозможной. Но фактически она существовала в Российской империи до 1917 года.
Земельный кодекс РСФСР 1922 года узаконил так называемую трудовую заимку, которая разрешалась только в определённых многоземельных местностях и требовала государственной регистрации.
Заимки возникали в уединённых и глухих участках, в лесной глуши, по берегам рек, в том числе для охоты, рыбалки. Первые охотничьи-рыболовные заимки появились на Руси ещё во времена Ивана Грозного. Так в Мещере, в районе села Дмитровский Погост в честь отменной охоты царём была построена церковь, а неподалёку в лесной глуши — добротная заимка.
Со временем на месте заимки возникали небольшие хутора, сёла и посёлки. Упоминания о заимках сохранились в названиях некоторых населённых пунктов, например: посёлок Борзовая Заимка возле Барнаула назван по имени основателя — крестьянина Борзова, посёлок Седова Заимка в Новосибирской области — по имени основателя — крестьянина Седова.
В Енисейской губернии заимкой называли местность, в которой находился землевладельческий дом и земли, отведённые под пашни. Мелкие селения, возникшие на таких местах, удерживали за собою это название. В Восточной Сибири каждый загородный дом (дача) назывался заимкою.
В Тобольской губернии заимке соответствовала одина, как прежде назывались поселения бежавших из Европейской России и селившихся среди лесов без дозволения правительства. Многие селения сохранили за собой название «Одина».